# Champvoux
Champvoux est une commune française située dans le département de la Nièvre, en région Bourgogne-Franche-Comté.

## Géographie
Champvoux est une commune située dans le département de la Nièvre, dans l’arrondissement de Cosne. La superficie de la commune est de 1 067 hectares. Son altitude varie entre 170 et 254 mètres. Elle compte 309 habitants en 2017, appelés les Champvoussois et les Champvoussoises.
Le village est implanté dans le quart nord-ouest de la Nièvre, à environ 20 km de Nevers (par la route). Il est situé à 8 km de La Charité-sur-Loire et à 37 km au sud de Cosne-Cours-sur-Loire, son chef-lieu d'arrondissement.
La commune est jumelée avec deux villes européennes : Tiefenthal (Allemagne) et Grădiștea (Roumanie).

### Villages, hameaux, lieux-dits, écarts
Le village se compose des lieux-dits Battoir (ferme du), Bel Air, Bois Gavard, Champ Barat, Grand Soury, Maison des Aucherelles, Moulin d’Ouvrault, Moulin de la Fontaine, Moulin des Coques, Moulin de la Sourde, Ouvrault, Petit Soury, Quatre Vents et Tuilerie (ferme de la).

### Climat
Pour des articles plus généraux, voir Climat de la Bourgogne-Franche-Comté et Climat de la Nièvre.
En 2010, le climat de la commune est de type climat océanique dégradé des plaines du Centre et du Nord, selon une étude du Centre national de la recherche scientifique s'appuyant sur une série de données couvrant la période 1971-2000. En 2020, Météo-France publie une typologie des climats de la France métropolitaine dans laquelle la commune est exposée à un climat océanique altéré et est dans la région climatique  Centre et contreforts nord du Massif Central, caractérisée par un air sec en été et un bon ensoleillement. 
Pour la période 1971-2000, la température annuelle moyenne est de 11,3 °C, avec une amplitude thermique annuelle de 16,2 °C. Le cumul annuel moyen de précipitations est de 840 mm, avec 11,9 jours de précipitations en janvier et 7,7 jours en juillet. Pour la période 1991-2020, la température moyenne annuelle observée sur la station météorologique de Météo-France la plus proche, « Guerigny », sur la commune de Guérigny à 11 km à vol d'oiseau, est de 11,7 °C et le cumul annuel moyen de précipitations est de 910,8 mm. 
La température maximale relevée sur cette station est de 42,5 °C, atteinte le 9 août 2003 ; la température minimale est de −14,1 °C, atteinte le 9 février 2012,,. 
Les paramètres climatiques de la commune ont été estimés pour le milieu du siècle (2041-2070) selon différents scénarios d'émission de gaz à effet de serre à partir des nouvelles projections climatiques de référence DRIAS-2020. Ils sont consultables sur un site dédié publié par Météo-France en novembre 2022.

## Urbanisme

### Typologie
Au 1er janvier 2024, Champvoux est catégorisée commune rurale à habitat dispersé, selon la nouvelle grille communale de densité à sept niveaux définie par l'Insee en 2022.
Elle est située hors unité urbaine. Par ailleurs la commune fait partie de l'aire d'attraction de Nevers, dont elle est une commune de la couronne,. Cette aire, qui regroupe 93 communes, est catégorisée dans les aires de 50 000 à moins de 200 000 habitants,.

### Occupation des sols
L'occupation des sols de la commune, telle qu'elle ressort de la base de données européenne d’occupation biophysique des sols Corine Land Cover (CLC), est marquée par l'importance des territoires agricoles (62,5 % en 2018), en diminution par rapport à 1990 (65,2 %). La répartition détaillée en 2018 est la suivante : 
terres arables (44,3 %), forêts (34,7 %), prairies (18,2 %), zones urbanisées (2,7 %). L'évolution de l’occupation des sols de la commune et de ses infrastructures peut être observée sur les différentes représentations cartographiques du territoire : la carte de Cassini (XVIIIe siècle), la carte d'état-major (1820-1866) et les cartes ou photos aériennes de l'IGN pour la période actuelle (1950 à aujourd'hui).

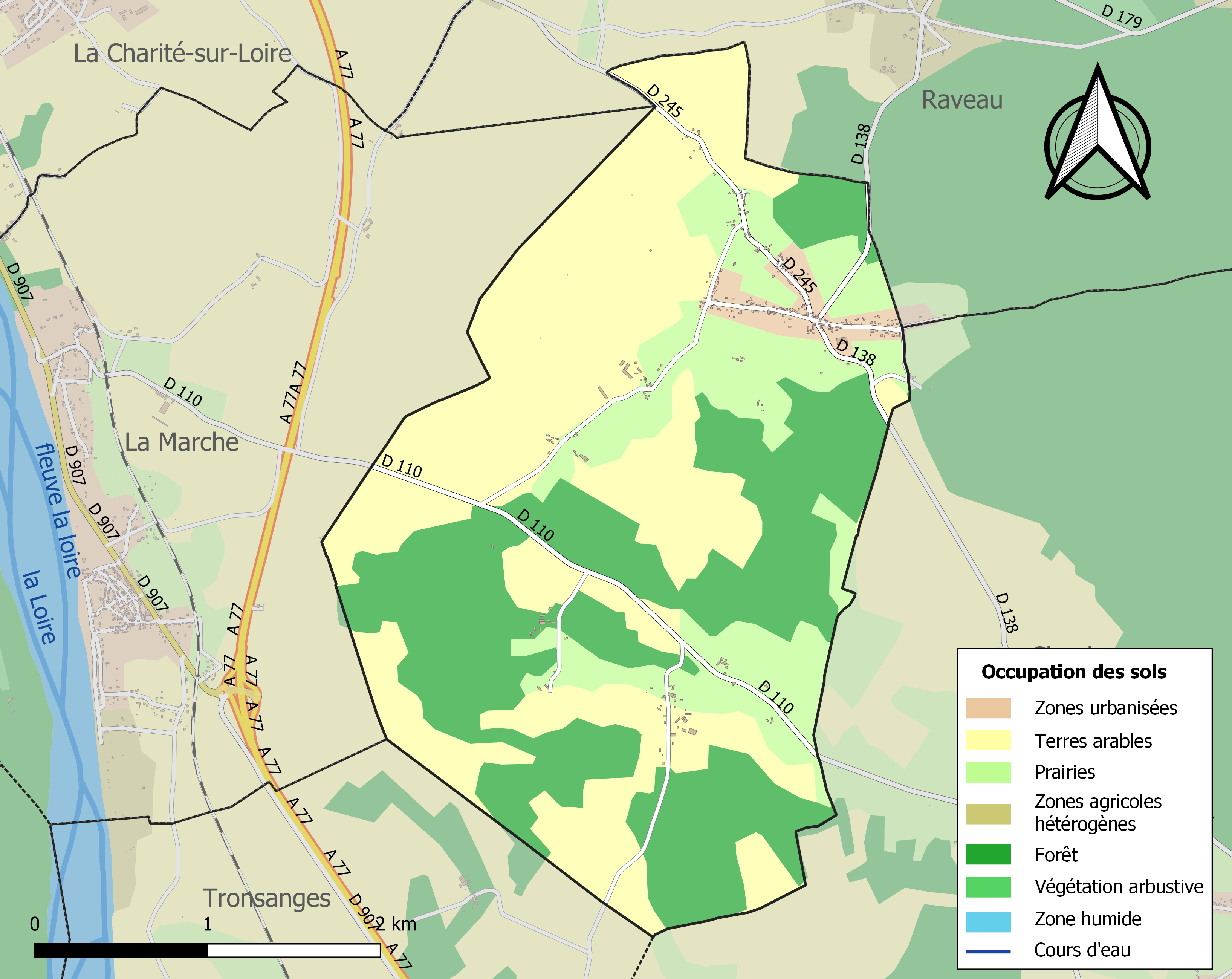
Carte des infrastructures et de l'occupation des sols de la commune en 2018 (CLC).

## Toponymie
De campus, champ, et votum, vœu.

## Histoire
- La première mention connue du nom de la commune remonte à 1287 : Campus votus.
- En 1741, Guillaume Herbert, le curé de Champvoux, engage une procédure contre divers habitants de la paroisse pour injures publiques[15].
- En 1906[16], le nombre d'habitants de Champvoux, qui compte 118 maisons, s'élève à 375 individus. La commune compte un instituteur, un curé, un garde champêtre et deux cantonniers. Les commerçants se comptent sur les doigts d’une main : deux aubergistes et deux épiciers. Les artisans sont plus nombreux : cinq couturières, trois maréchaux-ferrants, trois meuniers, deux charrons, un tonnelier et une lingère... La profession la plus représentée est celle d’ouvrier agricole (32), suivie par les journaliers agricoles (30)[17], les propriétaires-cultivateurs (19), les domestiques (17), les fermiers (14), les journalières (3) et les métayers (2). On recense également 21 rentiers ou rentières. Au total, on relève à Champvoux vingt professions différentes. Il n’y a, selon le recensement de 1906, ni médecin ni notaire ni sage-femme dans la commune.
- En août 1916, le maire de la commune, René Simonot, est frappé par la foudre au cours d’un violent orage et en meurt quelque temps plus tard[18].
- Dans la nuit du 17 au 18 septembre 2020, une jument est tuée et mutilée dans la commune, cet acte semblant s’inscrire dans une longue série d’attaques commises un peu partout en France sur des équidés[19].

### Curés
- 1667 : Michel Pérude
- 1679 : Dominique Pougin
- 1741 : Guillaume Herbert
- 1906 : Théodore Bonnard

### Seigneurs
- 1651 : Martin Rousset, écuyer, seigneur, conseiller du roi, prévôt provincial de Nivernois.

## Héraldique
| Blason de Champvoux | Blason  | D'azur à trois rencontres de béliers d'argent accornés d'or. |
| Blason de Champvoux | Détails | Le statut officiel du blason reste à déterminer.             |

## Politique et administration
| Période                                  | Période  | Identité             | Étiquette | Qualité                                     |
| ---------------------------------------- | -------- | -------------------- | --------- | ------------------------------------------- |
| 1977                                     | 2020     | Constantin Rodriguez | PS        | Enseignant - conseiller général             |
| 2020                                     | En cours | Jean-Louis Rouez     |           | Chef d'entreprise d'exploitation forestière |
| Les données manquantes sont à compléter. |          |                      |           |                                             |

## Démographie
L'évolution du nombre d'habitants est connue à travers les recensements de la population effectués dans la commune depuis 1793. Pour les communes de moins de 10 000 habitants, une enquête de recensement portant sur toute la population est réalisée tous les cinq ans, les populations de référence des années intermédiaires étant quant à elles estimées par interpolation ou extrapolation. Pour la commune, le premier recensement exhaustif entrant dans le cadre du nouveau dispositif a été réalisé en 2005.

En 2022, la commune comptait 285 habitants, en évolution de −8,65 % par rapport à 2016 (Nièvre : −3,28 %, France hors Mayotte : +2,11 %).
| 1793 | 1800 | 1806 | 1821 | 1831 | 1836 | 1841 | 1846 | 1851 |
| ---- | ---- | ---- | ---- | ---- | ---- | ---- | ---- | ---- |
| 381  | 298  | 254  | 382  | 359  | 308  | 388  | 404  | 405  |

| 1856 | 1861 | 1866 | 1872 | 1876 | 1881 | 1886 | 1891 | 1896 |
| ---- | ---- | ---- | ---- | ---- | ---- | ---- | ---- | ---- |
| 390  | 417  | 408  | 411  | 435  | 429  | 437  | 411  | 376  |

| 1901 | 1906 | 1911 | 1921 | 1926 | 1931 | 1936 | 1946 | 1954 |
| ---- | ---- | ---- | ---- | ---- | ---- | ---- | ---- | ---- |
| 357  | 367  | 354  | 296  | 298  | 273  | 248  | 242  | 227  |

| 1962 | 1968 | 1975 | 1982 | 1990 | 1999 | 2005 | 2006 | 2010 |
| ---- | ---- | ---- | ---- | ---- | ---- | ---- | ---- | ---- |
| 230  | 180  | 172  | 232  | 308  | 302  | 288  | 285  | 306  |

| 2015 | 2020 | 2022 | - | - | - | - | - | - |
| ---- | ---- | ---- | - | - | - | - | - | - |
| 310  | 291  | 285  | - | - | - | - | - | - |

## Lieux et monuments
Église Saint-Pierre de Champvoux : église romane, placée sous le vocable de Saint-Pierre, édifiée au XIIe siècle, et qui appartenait à l'important prieuré clunisien de Souvigny, en Bourbonnais, pourtant plus près de celui de La Charité-sur-Loire. L'édifice est protégé au titre des Monuments Historiques depuis son classement en 1897.
En 1875, l’historien nivernais Georges de Soultrait, dans son Répertoire archéologique du département de la Nièvre, décrit une ancienne église du prieuré (ordre de Cluny), maintenant paroissiale de Saint-Pierre ; grande et belle construction de la fin du XIe siècle, en partie ruinée. Il évoque également le prieuré de Soury, corps de logis dont la porte offre un écusson mutilé et la date 1647.

## Personnalités liées à la commune
- Mle Paturel, épouse Jeheune, qui fut, le 13 novembre 1873, la première femme bachelière ès lettres, est décédée à Champvoux en septembre 1930[27].